# Hewlett Packard Enterprise
Hewlett Packard Enterprise Company (comunemente abbreviata in HPE) è un'azienda multinazionale statunitense con sede a Spring in Texas, fondata il 1º novembre 2015 nell'ambito della scissione della società Hewlett-Packard. L'azienda è quotata alla Borsa di New York e fa parte dell'indice S&P 500.
La scissione è stata strutturata in modo tale che la precedente Hewlett-Packard Company ha cambiato nome in HP Inc. e la parte scorporata è divenuta una nuova azienda dal nome Hewlett Packard Enterprise.
HP Inc. ha mantenuto il business dei PC e delle stampanti, nonché la sua cronologia nel prezzo delle azioni ed il simbolo originale di borsa presso il NYSE; la nuova azienda Hewlett Packard Enterprise, invece, ha iniziato ad operare in borsa sotto un proprio simbolo: HPE. Nel 2017 HPE ha scorporato la sua attività di Enterprise Services e l'ha unita a Computer Sciences Corporation che è divenuta l'attuale DXC Technology.
Successivamente, ha scorporato il business del software e l'ha integrato con Micro Focus.
HPE si è classificata al numero 107 nella classifica Fortune 500 del 2018. Nello stesso anno 2018 la società contava circa 60.000 dipendenti.
È membro dell'Istituto europeo per le norme di telecomunicazione (ETSI).